# Muhlenbergia himalayensis
Muhlenbergia himalayensis là một loài thực vật có hoa trong họ Hòa thảo. Loài này được Hack. ex Hook.f. mô tả khoa học đầu tiên năm 1896.